# Johan de Wal
Johan de Wal (Franeker, 3 april 1816 - Arnhem, 8 februari 1892) was een Nederlands hoogleraar in de geschiedenis van het recht, verbonden aan de Universiteit Leiden.

## Biografie
Johan de Wal werd geboren op 3 april 1816 in Franeker als zoon van Gabinus de Wal en Jetske Meinardina Coulon. Op vijfjarige leeftijd verhuisde hij met zijn ouders naar Groningen waar zijn vader een aanstelling kreeg als hoogleraar in de rechten. Van 1833 tot 1839 studeerde hij letteren en rechten aan de Rijksuniversiteit Groningen maar kreeg tot zijn spijt nimmer lessen van zijn vader omdat die in 1833 overleed. Hij sloot zijn studie in 1839 af met een wetenschappelijke promotie in de rechten op het proefschrift Disquisitio historica de juris civilis docendi discendique via ac ratione apud Romanos.
Na zijn studie vestigde hij zich in 1839 als advocaat in Assen en werd hij benoemd tot adjunct-commies der eerste klasse bij het provinciaal bestuur van Drenthe. Vervolgens werd hij in 1841 benoemd tot substituut-officier van justitie bij de arrondissementsrechtbank in Winschoten en in 1843 kreeg hij deze functie te Leiden toebedeeld. Hij werd in 1845 benoemd tot plaatsvervangend advocaat-fiscaal bij 's Konings Zee- en Landmacht in Utrecht en vervulde deze functie tot en met begin 1848. In dat jaar werd hij namelijk benoemd tot secretaris-generaal van het Ministerie van Binnenlandse Zaken, een functie die hij slechts kortstondig vervulde.
In 1848 werd hij tevens benoemd tot hoogleraar in de geschiedenis van het recht aan de Universiteit Leiden waarmee hij Hendrik Willem Tydeman opvolgde. Zowel de encyclopedie en methodologie van het recht als de oorsprong en ontwikkeling van het Recht bij de Germaanse volken behoorde tot zijn leeropdracht. Dit was inclusief de geschiedenis van het oudvaderlands recht. Hij vervulde tweemaal de functie van rector magnificus. Namelijk gedurende de collegejaren 1850-1851 en 1860-1861. Hij werd in 1855 benoemd tot lid van de Koninklijke Nederlandse Akademie van Wetenschappen. In 1870 vroeg hij emeritaat aan en dit werd hem per 1 januari het jaar erop verleend. Gezondheidsredenen speelde mee bij dit besluit maar ook omdat hij voorzitter werd van de Staatscommissie voor de zamenstelling van een Wetboek van Strafregt. Hij verhuisde hiervoor naar Den Haag. In 1875 had de staatscommissie haar werkzaamheden voltooid.
In 1876 verhuisde hij naar Arnhem. Aldaar kwam hij op 8 februari 1892 te overlijden.

## Publicaties (selectie)
- Peter de Groote: Treurspel. Groningen 1836
- Vrouwelijk leven. Uitgegeven ten voordeele der noodlijdenden binnen de stadt Groningen. 1838
- Disquisitio historica de juris civilis docenti discendique via apud Romanos, pars prior argumenti explicationem contenens usque ad liberae reipublicae interitum. Groningen 1839
- Aanteekeningen en bedenkingen op het ontwerp van een Wetboek van Strafregt voor het Koningrijk der Nederlanden. Assen 1839
- Ter gedachtenis van E. Roelants. 1839
- Bijdragen tot de geschiedenis en oudheden van Drenthe. Groningen 1842
- De Moedergodinnen: eene oudheidkundig-mythologische verhandeling. Leiden 1846
- Over de beoefening der nederlandsche mythologie, naar aanleiding der jongste tot dat onderwerp betrekkelijke Geschriften. Utrecht 1847
- Mythologiae septentrionalis monumenta epigraphica latina. Utrecht 1847
- Lex Frisionum, Lex Angliorum et Werinorum. Amsterdam und Leiden, 1850
- De Deensche veldoverste Hendrik Ruse, een geboren Drenthenaar. 1850
- Oratio de detrimento, quod neglectum historicum juris nostril stadium patriae Disciplinaeque Adulit. 1851 (Rectorale rede)
- Orationes academicae de historico Juris Neerlandii studio. Leiden en Amsterdam 1852
- Oratio de muneris rectoris magnifici origine, eiusque creandi ratione diversis temporibus ac Locis Diversa. Leiden 1861 (Rectorale rede)
- Het Nederlandsche handelsregt. 1861–1869
- Nederlanders, Studenten te Heidelberg en te Geneve, sendert het Begin der Kerkhervorming. Leiden 1865
- Beiträge zur Literatur-Geschichte des Civil-Prozesses. Erlangen 1866
- Misstelling en herstelling. Leiden 1867
- De modus legendi abbreviaturas in utroque iure, oudste proeve eener Regtsencyclopedie uit de vijftiende Eeuw. Amsterdam 1868